# Trading Paint
Trading Paint es una película estadounidense de 2019 protagonizada por John Travolta, Michael Madsen, Shania Twain y Toby Sebastian. Fue dirigida por Karzan Kader, a partir de un guion escrito por Craig Welch y Gary Gerani. La película fue vapuleada por la crítica, obteniendo un 0% de aprobación en la página Rotten Tomatoes.

## Sinopsis
Sam Munroe y su hijo Cam compiten en la pista de carreras de Talladega. Sam es toda una leyenda local. A pesar de ser un corredor talentoso, el auto de Cam no funciona bien debido a la falta de fondos. El eterno rival de Sam, Linsky, le ofrece a Cam la oportunidad de unirse a su equipo con un nuevo auto. Cam decide dejar a su padre para unirse a Linksy como una oportunidad de demostrar su valía y poder ganar carreras. Cuando Cam le cuenta a su padre su decisión de unirse a Linsky, Sam se enfurece y le advierte que Linsky es un vividor, antes de despedirlo de su garaje. En ese momento, Cam debe competir contra su propio padre, sin estar muy seguro de haber tomado la decisión correcta.

## Reparto
- John Travolta es Sam Munroe.
- Shania Twain es Becca.
- Toby Sebastian es Cam Munroe.
- Rosabell Laurenti Sellers es Cindy.
- Michael Madsen es Linsky.
- Kevin Dunn es Stumpy.
- Buck Taylor es Ben.
- Margaret Bowman es Martha.
- Gioia Libardoni es Kelly.
- Denny Méndez es Deena Thompson.
- Chris Mullinax es Jack Dunn.
- Jonathan Aidan Cockrell es James.